# Гнездо на ветру
«Гнездо на ветру» — советский фильм 1979 года, снятый на киностудии «Таллинфильм» режиссёром Олавом Неуландом.

## Сюжет
Осень 1945 года. Война окончена, но неспокойно в Эстонской ССР. На маленьком затерянном в лесной глуши хуторе живёт семейство Юри Пийра. Он не желает быть на чьей-то стороне, далёк от политики, хочет жить, как жил, трудиться на своей земле, вести крепкое хозяйство. Но хуторянину нужно выбирать между помощью новой советской власти или эстонским националистам «лесным братьям»…

Забрел на двор потрепанный человек, не совсем в себе, немой, должно быть, контуженный. Кто он — друг, враг? Бояться его надо или пригреть, дать кусок хлеба? А вот тянутся следом четверо с автоматами и с ними бывший учитель. Он спрашивает тебя, крестьянина, любишь ли ты свою родную землю? Если любишь, давай еду, поддержи тех, кто скрывается в лесу от нового режима. А если плохой ты патриот, история тебя осудит, да и пуля из шмайсера может легко достигнуть в следующее мгновение… Уйдут эти, только уляжется всполох в семье, как глянь — фыркает, грохочет мотоцикл. Это Тийт Пальясмаа, парень, выросший на соседнем хуторе. Теперь он — представитель Советской власти — строго спрашивает, почему до сих пор не сдано государству зерно?  Или ты, Юри Пийр, испугался угроз молодчиков из лесу? А попробуй, не испугайся, если за угрозами звучат выстрелы, если лошадь привозит к райсовету вместе с мешками зерна и своего бездыханного владельца...— Виктор Дёмин, журнал «Спутник кинозрителя», июль 1980 года

## В ролях
- Рудольф Аллаберт — Юри Пийр, хозяин хутора
- Нелли Таар — Роози Пийр, жена Юри Пийра
- Анне Маасик — Лийза Пийр, невестка Юри и Роози
- Индрек Корб — Маргус Пийр, внук Юри и Роози
- Тыну Карк — Тийт Пальясмаа
- Эвалд Аавик — чужак
- Вайно Вахинг — лесной брат
- Айн Лутсепп — лесной брат

## Критика
Фильм «Гнездо ветров» в свое время, несомненно, был событием в эстонском киноискусстве и привлек серьезное внимание всего тогда Советского Союза и стран социализма. По большей части все опубликованные обзоры этого фильма были хвалебными.— Õie Orav — Tallinnfilm. 2, Mängufilmid 1977—1991. — Tallinn, 2004, — lk. 129

## Фестивали и награды
- 1980 — XIII Всесоюзный кинофестиваль — приз за лучший режиссёрский дебют
- 1980 — XXII Международный кинофестиваль в Карловых Варах — премия конкурса дебютов
- 1979 — I Всесоюзная неделя-смотр работ молодых кинематографистов — главный диплом